# Diego Pérez (Tennisspieler)
Diego Pérez (* 9. Februar 1962 in Montevideo) ist ein ehemaliger uruguayischer Tennisspieler.

## Leben
Pérez, der bereits bei den Südamerikaspielen 1978 sowohl im Einzel als auch an der Seite von Pablo Stapff im Doppel jeweils die Silbermedaille gewann, nahm 1980 am Juniorenturnier der French Open teil und erreichte dort das Halbfinale. Er unterlag schließlich in drei Sätzen Henri Leconte. In den Jahren 1982 und 1983 war er nationaler Tennismeister von Uruguay. Seinen ersten Turniersieg errang er 1981 an der Seite von José Luis Damiani in Palermo. Es sollte über ein Jahrzehnt vergehen, bevor er einen weiteren Doppeltitel auf der ATP Tour gewinnen konnte. Nach mehreren Halbfinalteilnahmen im Einzel zwischen 1982 und 1984 feierte er 1985 in Bordeaux seinen ersten und einzigen Einzeltitel. In den darauf folgenden Jahren konnte er im Einzel nicht mehr an seine früheren Erfolge anknüpfen; stattdessen erzielte er im Doppel gute Resultate, so stand er zwischen 1985 und 1989 mit wechselnden Partnern in acht Finalbegegnungen, ohne jedoch einen Titel gewinnen zu können. Erst 1991, zehn Jahre nach seinem ersten Doppeltitel, gewann er an der Seite von Christian Miniussi das Challenger-Turnier von Cervia. 1992 und 1993 errang Pérez zwei weitere Doppeltitel auf der ATP Tour. Zudem feierte er zwischen 1991 und 1995 insgesamt drei Doppeltitel auf der ATP Challenger Tour. Die höchste Notierung in der Tennisweltrangliste erreichte er 1984 mit Position 27 im Einzel sowie 1987 mit Position 37 im Doppel.
Sein bestes Einzelergebnis bei einem Grand-Slam-Turnier war das Erreichen des Achtelfinales der French Open 1982. In der Doppelkonkurrenz erreichte er jeweils die dritte Runde bei den US Open und den French Open, hier stand er zudem 1990 im Achtelfinale der Mixed-Konkurrenz.
Pérez spielte zwischen 1979 und 1995 ununterbrochen für die uruguayische Davis-Cup-Mannschaft. Er absolvierte dabei 54 Einzel- sowie 29 Doppelpartien. Mit der Mannschaft stand er drei Mal in der ersten Runde der Weltgruppe. Die ersten beiden Begegnungen gegen Mexiko und die Niederlande gingen beide deutlich verloren. 1994 unterlag Uruguay nur knapp mit 2:3 gegen Österreich. Pérez verlor die Auftaktpartie gegen Thomas Muster, gewann danach an der Seite von Marcelo Filippini das Doppel sowie sein zweites Einzel gegen Gilbert Schaller. Während seine Einzelbilanz mit 31:23 positiv ausfiel, war er im Doppel mit 8:21 deutlich weniger effektiv.
Überdies nahm Pérez an den Panamerikanischen Spielen 1995 in Mar del Plata teil und gewann dort die Silbermedaille.

## Erfolge
| Legende                                               |
| Grand Slam                                            |
| Tennis Masters Cup                                    |
| ATP Masters Series                                    |
| ATP Championship Series ATP International Series Gold |
| ATP World Series ATP International Series (4)         |
| ATP Challenger Series (7)                             |

| ATP-Titel nach Belag |
| Hartplatz (0)        |
| Sand (4)             |
| Rasen (0)            |
| Teppich (0)          |

### Einzel

#### Turniersiege

##### ATP Tour
| Nr. | Datum              | Turnier  | Belag | Finalgegner | Ergebnis |
| --- | ------------------ | -------- | ----- | ----------- | -------- |
| 1.  | 22. September 1985 | Bordeaux | Sand  | Jimmy Brown | 6:4, 7:6 |

##### Challenger Tour
| Nr. | Datum              | Turnier       | Belag | Finalgegner       | Ergebnis      |
| --- | ------------------ | ------------- | ----- | ----------------- | ------------- |
| 1.  | 22. September 1985 | Barcelona (1) | Sand  | Fernando Maynetto | 6:4, 3:6, 6:2 |
| 2.  | 18. April 1986     | Barcelona (2) | Sand  | Alberto Tous      | 6:3, 6:0      |

#### Finalteilnahmen
| Nr. | Datum        | Turnier      | Belag | Finalgegner  | Ergebnis |
| --- | ------------ | ------------ | ----- | ------------ | -------- |
| 1.  | 2. März 1985 | Buenos Aires | Sand  | Martín Jaite | 4:6, 2:6 |

### Doppel

#### Turniersiege

##### ATP Tour
| Nr. | Datum              | Turnier   | Belag | Partner           | Finalgegner                      | Ergebnis |
| --- | ------------------ | --------- | ----- | ----------------- | -------------------------------- | -------- |
| 1.  | 14. September 1981 | Palermo   | Sand  | José Luis Damiani | Jaime Fillol Belus Prajoux       | 6:1, 6:4 |
| 2.  | 15. November 1992  | São Paulo | Sand  | Francisco Roig    | Christer Allgårdh Carl Limberger | 6:2, 7:6 |
| 3.  | 28. August 1994    | Umag      | Sand  | Francisco Roig    | Karol Kučera Paul Wekesa         | 6:2, 6:4 |

##### Challenger Tour
| Nr. | Datum            | Turnier            | Belag     | Partner            | Finalgegner                           | Ergebnis      |
| --- | ---------------- | ------------------ | --------- | ------------------ | ------------------------------------- | ------------- |
| 1.  | 7. Dezember 1986 | Rio de Janeiro     | Hartplatz | Eduardo Bengoechea | Nelson Aerts Fernando Roese           | 6:7, 7:6, 6:4 |
| 2.  | 15. Mai 1988     | Salzburg           | Sand      | Damir Keretic      | Jean-Philippe Fleurian Andreas Maurer | 6:2, 6:4      |
| 3.  | 15. Mai 1988     | Cervia             | Sand      | Christian Miniussi | João Cunha e Silva Daniel Orsanic     | 6:3, 6:4      |
| 4.  | 13. Februar 1994 | Punta del Este (1) | Sand      | Marcelo Filippini  | Luis Lobo Christian Miniussi          | 6:7, 7:6, 7:6 |
| 5.  | 5. März 1995     | Punta del Este (2) | Sand      | Christian Miniussi | Lucas Arnold Ker Patricio Arnold      | 4:6, 7:5, 6:1 |

#### Finalteilnahmen
| Nr. | Datum              | Turnier      | Belag       | Partner            | Finalgegner                       | Ergebnis                 |
| --- | ------------------ | ------------ | ----------- | ------------------ | --------------------------------- | ------------------------ |
| 1.  | 2. März 1985       | Buenos Aires | Sand        | Eduardo Bengoechea | Martín Jaite Christian Miniussi   | 4:6, 3:6                 |
| 2.  | 14. September 1986 | Stuttgart    | Sand        | Mansour Bahrami    | Hans Gildemeister Andrés Gómez    | 4:6, 3:6                 |
| 3.  | 2. November 1986   | Paris        | Teppich (i) | Mansour Bahrami    | Peter Fleming John McEnroe        | 3:6, 2:6                 |
| 4.  | 20. September 1987 | Genf         | Sand        | Mansour Bahrami    | Ricardo Acioly Luiz Mattar        | 6:3, 4:6, 2:6            |
| 5.  | 29. November 1987  | Itaparica    | Hartplatz   | Jorge Lozano       | Sergio Casal Emilio Sánchez       | 2:6, 2:6                 |
| 6.  | 31. Januar 1988    | Guarujá (1)  | Hartplatz   | Javier Frana       | Ricardo Acuña Luke Jensen         | 1:6, 4:6                 |
| 7.  | 18. September 1988 | Barcelona    | Hartplatz   | Claudio Mezzadri   | Sergio Casal Emilio Sánchez       | 4:6, 3:6                 |
| 8.  | 30. Juli 1989      | Hilversum    | Sand        | Tomás Carbonell    | Paul Haarhuis Mark Koevermans     | Finale nicht ausgetragen |
| 9.  | 17. Juni 1990      | Florenz      | Sand        | Luiz Mattar        | Sergi Bruguera Horacio de la Peña | 6:3, 3:6, 4:6            |
| 10. | 4. August 1991     | San Marino   | Sand        | Christian Miniussi | Jordi Arrese Carlos Costa         | 3:6, 6:3, 3:6            |
| 11. | 1. November 1992   | Guarujá (2)  | Hartplatz   | Francisco Roig     | Christer Allgårdh Carl Limberger  | 4:6, 3:6                 |